# José Adem
José Adem Chahín, che pubblicò le proprie opere come José Adem (Tuxpan, 27 ottobre 1921 – Città del Messico, 14 febbraio 1991), è stato un matematico messicano, noto per aver teorizzato nell'ambito della topologia algebrica le relazioni che prendono il suo nome.

## Biografia
Figlio di Jorge Adem e Almas Chain – entrambi emigrati in Messico dal Libano – trascorse l'infanzia e l'adolescenza a Tuxpan, per poi trasferirsi nel 1941 a Città del Messico per frequentare l'Università nazionale autonoma del Messico. Qui conobbe nel 1944 il professore invitato Solomon Lefschetz che quattro anni dopo lo raccomandò per un dottorato di ricerca all'Università di Princeton negli Stati Uniti d'America.
Nel 1954 fece ritorno al suo Paese natale, nel quale continuò ad operare come ricercatore oltre che come insegnante in collaborazione con Solomon Lefschetz. Dal 1961 al 1973 fu a capo del Dipartimento di matematica dell'Istituto politecnico nazionale.

## Attività scientifica
A Princeton lavorò nell'ambito della topologia algebrica sotto la direzione di Norman Steenrod, ottenendo nel 1951 un Guggenheim Fellowship e pubblicando nel 1952 un articolo che dimostrava alcune relazioni legate alla coomologia, da allora note come "relazioni di Adem".
Tornato in Messico divenne membro de El Colegio Nacional nel 1960 e fu insignito per due volte – nel 1967 e nel 1976 – del Premio nazionale di scienza e arte (in spagnolo Premio Nacional de Ciencias y Artes) nella categoria "Scienze fisico-matematiche e naturali".

## Opere
- (EN) José Adem, The iteration of the Steenrod squares in algebraic topology, in Proceedings of the National Academy of Sciences, vol. 38, n. 8, 1952,  pp. 720-726, DOI:10.1073/pnas.38.8.720. URL consultato il 6 marzo 2022.
- (EN) José Adem, Relations on iterated reduced powers, in Proceedings of the National Academy of Sciences, vol. 39, n. 7, 1953,  pp. 636-638, DOI:10.1073/pnas.39.7.636. URL consultato il 6 marzo 2022.